# Karl Dibbern
Karl Joseph Johann Dibbern (* 17. Juni 1855 in Altona; † 13. September 1919 in Berlin) war ein deutscher Kapellmeister, Regisseur, Komponist und Librettist.

## Leben und Wirken
Er war der Sohn der Eheleute Kapellmeister Adolph Dibbern und Rosa Götz. Dibbern wurde in Lübeck Kapellmeister und ging später als solcher nach Dresden. Im Anschluss wurde er Regisseur der Niederländischen Oper in Amsterdam. Er komponiert und schrieb den Text zu Opern und Operetten. Dazu zählt „Eine reiche Partie“ aus dem Jahre 1913.